# Дженні Хан
Дженні Хан (нар. 1980 р., Річмонд, США) — американська письменниця художньої літератури для дітей та молоді. Відома завдяки своїм трилогіям «Усім хлопцям, яких я кохала» та «Цього літа я стала вродливою».

## Раннє дитинство й освіта
Дженні Хан народилася і виросла в Річмонді, штат Вірджинія, США. У 1998 році закінчила Губернаторську школу державних і міжнародних досліджень. Навчалася в університеті Північної Кароліни в Чапел-Хілл. У 2006 році отримала ступінь магістра образотворчих мистецтв із творчого письма в Новій школі.

## Кар'єра
Навчаючись в коледжі, Дженні Хан написала свій перший роман «Shug», опублікований у 2006 році. Історія розповідає про труднощі дванадцятирічної дівчинки в молодшій школі.
Наступним проєктом авторки була романтична трилогія «Цього літа я стала вродливою». Сюжет описує любовний трикутник між Беллою Колін та двома братами. Всі три романи швидко стали бестселерами за версією New York Times.
Ще однією підлітковою трилогією є «Burn for Burn», написана у співавторстві з Шівон Вівіан. Роман розповідає про трьох дівчат, які шукають помсти у своєму острівному місті.
У 2014 році Дженні Хан випустила романтичну трилогію для молоді «Усім хлопцям, яких я кохала» (англ. To All the Boys I've Loved Before) про старшокласницю Лару Джин, чиє життя змінюється, коли написані нею любовні листи, відправляються до своїх адресатів без її відома. Продовження «Я все ще кохаю тебе» (англ. P.S. I Still Love You) вийшло наступного року та отримало літературну Азіатсько-Тихоокеанську американську премію для молоді 2015—2016 років. Третій роман, «Завжди і назавжди, Лара Джин» (англ. Always and Forever, Lara Jean) вийшов у 2017 році.

## Екранізації
Екранізацію першого роману з Ланою Кондор у головній ролі випустили Netflix у серпні 2018 року. Продовження фільмів «Всім хлопцям: P.S. Я все ще кохаю тебе» і «Всім хлопцям: Завжди і назавжди» були випущені в 2020 і 2021 роках.
У червні 2022 року на Amazon Prime вийшов телесеріал за мотивами серії книг Дженні Хан «Літо, коли я погарнішала» (англ. The Summer I Turned Pretty).